# Erastria sumbensis
Erastria sumbensis là một loài bướm đêm trong họ Geometridae.